# El Octágono
El Octágono (en árabe: الأوكتاجون‎) será la nueva sede del Ministerio de Defensa de Egipto, siendo parte de la iniciativa mucho más amplia de trasladar todas las oficinas gubernamentales a la Nueva Capital Administrativa. Pretende ser el complejo de edificios de oficinas y cuarteles generales de defensa más grande del mundo, superando al reconocido Pentágono estadounidense.
La sede se extenderá sobre una superficie total de 89 kilómetros cuadrados, con aproximadamente 4.690.000 metros cuadrados de  superficie construida.

## Los seis centros
El Centro de Comando Estratégico Estatal del Octágono estará compuesto por seis centros:
1. El Centro Unificado de Datos Estratégicos - albergará todos los datos de las instituciones estatales.
2. El Centro de Control de la Red Estratégica - controlará el órgano administrativo del estado.
3. Centro de operaciones y gestión de servicios públicos estatales: controlará las agencias e instalaciones estatales.
4. Centro de Control de Redes de Telecomunicaciones: garantizará la estabilidad de las comunicaciones a nivel nacional.
5. Centro de Seguridad y Emergencias: dirigirá los servicios de emergencia y los servicios de seguridad.
6. Centro de pronóstico meteorológico: preparará el centro de defensa estatal en caso de calamidades naturales.

Además de una serie de almacenes que aseguren las necesidades de bienes estratégicos del país. 